# جون ماكفي (كاتب)
جون ماكفي (بالإنجليزية: John McPhee)‏ هو كاتب أمريكي، ولد في 8 مارس 1931 في برينستون في الولايات المتحدة.

## وصلات خارجية
- جون ماكفي على موقع IMDb (الإنجليزية)
- جون ماكفي على موقع الموسوعة البريطانية (الإنجليزية)
- جون ماكفي على موقع إن إن دي بي (الإنجليزية)
- جون ماكفي على موقع قاعدة بيانات الفيلم (الإنجليزية)